# آساکو ایدوه
آساکو ایدوه (انگلیسی: Asako Ideue؛ زادهٔ ۵ مهٔ ۱۹۸۷) بازیکن فوتبال اهل ژاپن است.
وی همچنین در تیم ملی فوتبال زنان ژاپن بازی کرده‌است.